# 莘松路
莘松路是中國上海市一條東西走向道路，橫跨閔行區和松江區。其中松江区段部分路牌标记为莘松公路。道路起于莘庄镇，讫于松江沪杭立交桥。
道路於1978年開建，道路原本計劃从莘庄镇至松江县縣城，但最後放棄了這個終點計劃，但道路名字依然以莘莊和松江的第一個字命名。1991年道路延长。
莘庄段沿线设施齐全，有凯德龙之梦、东苑丽宝广场、闵行区中心医院、闵行区群众艺术馆、莘松新村公交枢纽站、上海康城、莘闵别墅区
2002年，400米長的莘松路地道开始出现拥堵。隨著道路周边包括上海康城在內的20多处居民区的建成，加劇了莘松路的擁堵。

## 交会道路（东向西）
- 沪闵公路、七莘路
- 莘东路
- 莘凌路
- 莘西路
- 中春路、西环路
- 莘福路/青春路（ 嘉闵高架路）
- 场东路
- 春九路
- 场西路
- 闵松公路（ 沪昆高速）接莘砖公路

## 沿线轨道交通
12号线西延线途径莘松路嘉闵高架路以西
- 场东路口：12场东路站
- 场西路口：12场西路站